# Personaggi di Misfits

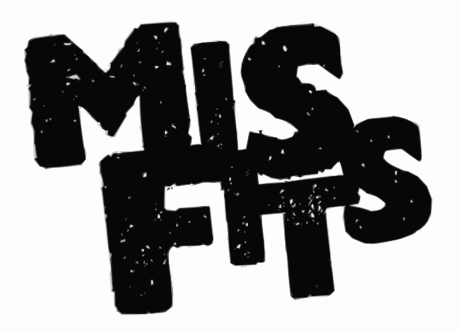
Il logo della serie televisiva.

Questa voce contiene un elenco dei personaggi presenti nella serie televisiva Misfits.

## Personaggi principali
- Nathan Young (stagioni 1-2), interpretato da Robert Sheehan, doppiato da Gabriele Patriarca.
Condannato per furto di caramelle, scopre - più tardi rispetto al resto del gruppo - che dopo l'incidente con il fulmine è diventato immortale. In seguito, dopo un'avventura a base di ecstasy, acquisisce anche la capacità di interagire con i morti. Cambia il suo potere dell'immortalità con la manipolazione della realtà, si trasferisce a Las Vegas con l'intento di fare soldi barando ai tavoli di gioco dei casinò, viene però arrestato.

- Simon Bellamy (stagioni 1-3), interpretato da Iwan Rheon, doppiato da Daniele Raffaeli.
Condannato per incendio doloso, dopo esser stato colpito dal fulmine acquista la capacità di diventare invisibile e inudibile. L'ecstasy converte il suo superpotere nell'attrazione. Un suo alter ego proveniente dal futuro compare nel corso delle prime due stagioni, e rivela la sua identità solamente ad Alisha, la quale s'innamora di lui. Nella terza stagione cambia il suo potere con la preveggenza, per poi ottenere il potere di viaggiare nel tempo, senza però poter tornare indietro, e l'immunità dagli altri poteri.

- Kelly Bailey (stagioni 1-3), interpretata da Lauren Socha, doppiata da Gemma Donati.
Condannata per rissa, dopo l'incidente del fulmine acquisisce l'abilità di leggere nel pensiero, che l'ecstasy inverte in un'onestà disinibita. Nella terza stagione cambia il suo potere, diventando così un'esperta di ingegneria aerospaziale. All'inizio della quarta stagione si viene a sapere che Kelly, durante un viaggio in Uganda, salva la vita ad un bambino che era finito accidentalmente su una mina, disinnescandola con il suo potere. Dopo questo fatto decide di rimanere in Africa con l'intento di aiutare la popolazione locale a disinnescare mine.

- Curtis Donovan (stagioni 1-4), interpretato da Nathan Stewart-Jarrett, doppiato da Andrea Mete.
Giovane atleta condannato per possesso di droga, il fulmine gli dà la capacità di manipolare il tempo portandolo indietro, nel passato, ma solo per quanto riguarda eventi che ha vissuto in prima persona. Con l'ecstasy può invece manipolarlo portandosi avanti nel futuro. Nella terza stagione cambia il suo potere con la capacità di tramutare il suo corpo in un alter ego femminile di nome Melissa. Tuttavia, non riuscendo a controllare il potere e rimanendo incinto di sé stesso, cambia il suo potere con l'abilità di risvegliare i morti. Nella quarta stagione viene morso da uno zombi e decide di togliersi la vita sparandosi in testa.

- Alisha Daniels (stagioni 1-3), interpretata da Antonia Thomas, doppiata da Letizia Scifoni.
Condannata per guida in stato di ebbrezza, dopo l'incidente col fulmine riesce - anche suo malgrado - a manipolare i feromoni sessuali attraverso il solo contatto cutaneo con qualcuno, creando attrazione e desiderio sessuale. Gli effetti dell'ecstasy conservano questo potere di manipolazione, che tuttavia crea in tal caso repulsione. Cambia il suo potere con la chiaroveggenza. Muore, uccisa dal fantasma di Rachel, giustificando l'esistenza del Tizio col cappuccio.

- Rudy Wade (stagioni 3-5), interpretato da Joseph Gilgun.
Ha il potere della clonazione indotta dalle emozioni, in cui il suo doppio ha il lato più emotivo della sua personalità. Al college ha avuto una relazione con Alisha. Coinvolge gli altri ragazzi in un furto d'auto facendoli ritornare nel programma di servizi per la comunità. Ha anche un terzo clone con un lato più oscuro e cattivo. Suo padre ha subito lo stesso sdoppiamento durante la tempesta.

- Jess (stagioni 4-5), interpretata da Karla Crome.
Ha il potere della vista a raggi X. In passato ha avuto dei disturbi alimentari e ha tentato il suicidio.

- Finn Samson (stagioni 4-5), interpretato da Nathan McMullen.
Ha il potere della telecinesi, seppure di scarsa intensità. Ha tenuto prigioniera la sua ex-ragazza Sadie poiché controllava la sua mente. È stato sedotto dalla ex-compagna di suo padre il quale, dopo averlo scoperto, gli rivela di non essere il padre biologico. Riesce a rintracciare il vero padre, il quale però sta morendo di cancro, e conosce la sorellastra Grace.

- Alex (stagioni 4-5), interpretato da Matt Stokoe.
Lavora nel bar insieme a Curtis. Rifiuta i corteggiamenti delle ragazze lasciando così intendere di essere gay. Inizia una difficoltosa relazione con Jess, in seguito le rivela che un transgender con dei superpoteri gli ha rubato il pene scambiandolo con una vagina. Riesce a trovare la ragazza e a convincerla a restituirgli il membro. Nel tentativo di salvare Jess da uno dei quattro cavalieri dell'Apocalisse viene ferito gravemente con una spada, trasportato in ospedale subisce un trapianto di polmone. Il polmone apparteneva ad un ragazzo con il potere di togliere il potere alle altre persone tramite un rapporto sessuale e ora si è trasferito a lui.

- Abbey Smith (stagioni 4-5), interpretata da Natasha O'Keeffe.
Dopo il temporale ha perso la memoria e non ricorda più nulla, nemmeno il suo nome, decide di farsi chiamare Abbey Smith. Conosce gli altri ragazzi ad una festa dove li salva da un grosso coniglio bianco assassino. Finge di svolgere i servizi sociali come gli altri, per punizione viene condannata proprio ai servizi sociali. Quando conosce una ragazza, Laura, scopre la sua provenienza: è frutto della sua immaginazione e si è materializzata durante la tempesta.

## Personaggi ricorrenti
- Tizio col cappuccio, Tizio con la maschera o, nell'originale, Superhoodie (letteralmente super tizio col cappuccio, da hoodie: termine gergale inglese per indicare ragazzi con le felpe col cappuccio) (stagione 1-3), interpretato da Iwan Rheon.

- Shaun il sorvegliante (stagioni 2-3), interpretato da Craig Parkinson.
Venuto a sostituire Sally (interpretata da Alex Reid), è il sorvegliante del centro per i servizi sociali, e controlla che i ragazzi svolgano i loro compiti. Verrà ucciso da Kelly, il cui corpo in quel momento era posseduto dall'anima di Jen, una ragazza in coma.

- Nikki (stagione 2), interpretata da Ruth Negga.
Può teletrasportarsi. Questo potere l'ha ereditato quando il cuore di Ollie (personaggio minore con il potere di teletrasportarsi) le venne trapiantato. Compare per la prima volta dal secondo episodio della seconda stagione. È la nuova compagna di Curtis, muore nell'ultimo episodio della seconda stagione.

- Seth (stagioni 2-4), interpretato da Matthew McNulty.
È l'uomo che vende poteri apparso nell'episodio speciale Fame di potere e poi diventato personaggio ricorrente nella terza stagione. Il suo potere consiste nella capacità di prelevare, conservare e poi donare i poteri altrui a chiunque egli decida, senza però poterli usare.

- Melissa (stagione 3), interpretata da Kehinde Fadipe.
È l'alter ego femminile di Curtis, generata dal potere che quest'ultimo ha acquisito da Seth.

- Greg (stagioni 4-5), interpretato da Shaun Dooley e doppiato da Pasquale Anselmo.
È il quinto sorvegliante del centro dei servizi sociali. Ha una presenza inquietante e molta sinistra. Gli piace il karaoke. Si innamora di Finn.

- Sam (stagione 5), interpretato da Michael Winder.
È un ragazzo che può volare. Un giorno viene circondato da alcuni bulli, Alex e Finn giungono in suo soccorso ma vola via prima di rivolgerli la parola. Conosce Rudy 2 alle riunioni di un gruppo di supporto per persone con superpoteri.

## Personaggi secondari

### Stagione uno
- Tony, interpretato da Danny Sapani e Louis Decosta Johnson (quando infuriato).

Il primo degli assistenti sociali. Viene colpito dal fulmine e acquisisce così una forza sovrumana e, quando infuriato, regredisce ad uno stadio primitivo cercando di uccidere chiunque gli capiti a tiro. Alla fine viene ucciso dai ragazzi.
Nell'ultimo episodio della terza stagione la sua anima inquieta tornerà per risolvere un problema: voleva dare un ultimo addio alla sua ragazza.
- Sally, interpretata da Alex Reid.

La seconda assistente sociale. Fidanzata di Tony, quando scopre che quest'ultimo è stato ucciso, si mette sulle tracce dei suoi assassini facendo ricadere i sospetti proprio sui ragazzi che stava seguendo. Inizia una breve relazione con Simon perché vede in lui il più debole e quindi chi può provare che lei ha ragione. Appena Simon la scopre, non gli rimane altra scelta che ucciderla. Anche l'anima di Sally tornerà nell'ultimo episodio della terza stagione, per ottenere vendetta contro gli assassini di Tony, ricevendo la "visita" di quest'ultimo e spiegandogli che i ragazzi lo avevano ucciso, ma lo avevano fatto per difesa contro il suo caratteraccio. Finalmente ricongiunti anche nella morte, i due si baciano e le loro anime possono finalmente avere pace.
- Gary, interpretato da Josef Atlin.

Gary si vede nel primo episodio della prima stagione, ma non presenta nessun potere perché lui, quando il fulmine era caduto, era in bagno. Morirà per mano della furia omicida di Tony. Gary appare anche nel quarto episodio della terza stagione, nell'Inghilterra occupata dai Nazisti: qui invece muore per congelamento per mano di un capitano nazista che può congelare le persone.
Non si sa bene per cosa sia stato condannato ai servizi sociali, si sa solo che il suo temperamento è molto aggressivo.
- Jeremy, interpretato da Jo-Stone Fewings.

Il patrigno di Nathan. Quest'ultimo lo considera la causa del fatto che sua madre preferisca lui al figlio e quindi sente per lui un fortissimo odio. Un giorno, mentre Nathan e i suoi amici puliscono la strada, lo rinvengono completamente nudo vicino ad un garage. Nathan decide di indagare su questo fatto, perché forse pensa che così sua madre lo ripudierà e tornerà ad amare Nathan. Nathan subisce un "attacco" da Jeremy nudo che, invece di attaccarlo, inizia a leccarlo e annusarlo come se fosse un cane. Il giorno seguente Nathan va a casa sua per esporgli i fatti rimanendo scioccato quando scopre che sua madre già lo sapeva. Anche Jeremy ha un potere: possiede una forte empatia con i cani al punto di diventare uno di loro, dovuto al fatto che durante l'infanzia aveva un piccolo Jack Russell con cui giocava e faceva tantissime cose.
- Ruth, interpretata da Amy Beth Hayes (giovane) e Clare Welch (anziana).

Ruth è una giovane assistente sociale che appare nel secondo episodio. Nathan viene subito colpito dalla sua bellezza e prova a fare di tutto per far colpo. Ruth sembra ricambiare le attenzioni di Nathan e lo invita per un rapporto sessuale di notte. Quando Nathan è al culmine dell'atto sessuale ha però una brutta sorpresa: vede che Ruth invecchia al ritmo di dieci anni al secondo, diventando così un'ultraottantenne. Spaventato, Nathan fugge dalla stanza da letto rinchiudendosi in un ripostiglio. Ruth, tornata giovane, gli spiega che dopo la tempesta ha acquisito il potere di ritornare giovane come un tempo.
L'addio tra Nathan e Ruth si ha quando, durante una festa di un centro anziani organizzata nel centro sociale dove lui presta servizio, Nathan scopre una donna su una sedia a rotelle che ormai non respira più. Riconosce in lui la Ruth ormai deceduta e le da un piccolo bacio sulle labbra.
- Jodi, interpretata da Bunmi Mojekwu.

Jodi è una vecchia conoscenza di Kelly, infatti è la causa per la quale quest'ultima è finita ai servizi sociali. Laura, l'assistente sociale, è convinta che le due debbano riconciliarsi e quindi propone un meeting a porte chiuse tra le due ragazze. Qui Kelly pensa di insultare Darren, l'ex fidanzato di Jodi, scatenando così le ire di lei. Kelly, non contenta, le tira via il berretto e Jodi le giura di vendicarsi. Quello stesso giorno, Kelly inizia a sentirsi strana e vede che le iniziano a cadere i capelli. Incontrata una seconda volta Jodi, questa le spiega che ha contratto una forma di alopecia che le ha fatto cadere rapidamente i capelli e che per questo si è lasciata con Darren. Le spiega inoltre che a volte vorrebbe che gli altri la provassero per capire come ci si sente, cosa che fa sottintendere che dopo la tempesta abbia acquisito il potere di far venire l'alopecia a chiunque.
- Ben, interpretato da Jamie Davis.

Un volontario che coordina il gruppo di riuso dei vestiti, è vittima del potere di Alisha e di conseguenza ha rapporto sessuali con lei provocando la gelosia di Curtis. Dopo aver avuto un rapporto sessuale, Ben le dice che non ricorda nulla di ciò che è accaduto e Alisha rimane in silenzio. La ragazza però esce di nuovo con Ben per far ingelosire Curtis, però tocca accidentalmente i due creando una bizzarra scena sessuale a tre.
Ben si vede per la seconda volta sotto l'influenza di Rachel, la "Ragazza Virtuosa".
- Sam, interpretata da Anna Koval.

L'ex fidanzata di Curtis, ora in carcere per possesso di droga.
- Rachel, interpretata da Jessica Brown-Findlay

Rachel era solamente una ragazza "tutta casa e chiesa" che veniva continuamente sbeffeggiata da tutti per la sua verginità e perché conduceva una vita di virtù ma senza nessun vizio. La tempesta le dà il potere di manipolare la mente degli altri per convertirli alla sua dottrina virtuosa, e ne approfitta per prendersi una rivincita su tutti coloro che l'avevano trattata male, tra cui anche Alisha e gli altri ragazzi del centro sociale. Il primo a rendersi conto del suo potere è Nathan, che si finge un suo succube per poi tenerla in ostaggio e ucciderla. Rachel però morirà cadendo dal tetto assieme a Nathan, che verrà infilzato dalle grate. Qui, dopo che tutti verranno liberati dall'influenza malvagia di Rachel, Nathan scoprirà di essere immortale (ma solo dopo essersi trovato nella tomba). Rachel apparirà nell'ultimo episodio della terza stagione come "anima inquieta". Qui i ragazzi le faranno provare tutti i vizi, tra cui alcol e sesso, ma l'unica cosa che permette a Rachel di avere la pace è uccidere Alisha.

### Stagione due
- Lucy, interpretata da Evelyn Hoskins.

Lucy è una vecchia conoscenza di Simon. Si sono infatti conosciuti nell'ospedale psichiatrico dove Simon era stato rinchiuso dopo aver appiccato l'incendio. Anche a lei la tempesta ha dato un potere: Lucy è infatti una mutaforma che riesce a cambiare il proprio corpo in qualsiasi forma umana o animale. Il processo però è dolorosissimo, durante il quale le luci lampeggiano e i suoi occhi diventano neri.
Lucy rivede Simon durante una terapia di reinserimento nel centro sociale. Si scopre inoltre che la ragazza è sempre stata innamorata di lui e non vede di buon occhio i nuovi amici di Simon, anzi, li rende colpevoli del cambiamento di Simon e li accusa di averlo messo contro di lei.
Lucy cercherà tramite il suo potere di riaverlo accusandolo di omicidio in modo da farlo tornare nella struttura psichiatrica, ma quando Simon le fa capire che non è più quella persona, Lucy scoraggiata deve arrendersi all'evidenza.
- Jamie, interpretato da Sam Keeley.

Il "fratello perduto" di Nathan, frutto della relazione tra il padre di Nathan e una sua amante. Inizialmente geloso del rapporto migliore che Nathan ha con suo padre, poi lo prende in simpatia e iniziano a fare le cose tipiche che fanno i fratelli. Una sera escono con Lily, una barista di un pub visitato in precedenza da Nathan e Jamie, e decidono di andare in discoteca. Qui Jamie mette un "regalino" nella birra di Nathan e dei suoi amici: una pillola di ecstasy che rende l'effetto opposto del potere che ciascuno ha (Nathan perde l'immortalità; Simon diventa irresistibilmente attraente; Curtis si proietta nel futuro; Alisha viene allontanata da tutti e Kelly non riesce a non dire ciò che pensa). Mentre Jamie è in una macchina e ha un rapporto sessuale con Lily, questa genera un'esplosione che uccide sia lei che Jamie (il suo potere prima dell'ecstasy era generare ghiaccio). Alla morte di Jamie, Nathan vedrà il suo spirito capendo così di avere, oltre all'immortalità, anche la facoltà di interagire con le anime dei morti.
- Lily, interpretata da Catrin Stewart.

Un'affascinante barista che lavora in un pub, anche lei ha un potere che la tempesta le ha dato: può infatti generare ghiaccio. 
Una sera, dopo aver conosciuto Jamie, si apparta con lui in una macchina per avere un rapporto sessuale. Ma il "regalino" che Jamie le ha messo nella birra, ovvero una pillola di ecstasy, le inverte il potere dandole la capacità di generare fuoco. E accidentalmente Lily genera un'esplosione che uccide lei e Jamie nella macchina e per poco non uccide anche Nathan (che ha temporaneamente perso l'immortalità) con i rottami del veicolo.
- Vince, interpretato da Nathan Constance.

Vince è il tatuatore di fiducia di Kelly. Quando quest'ultima va a farsi rifare un tatuaggio che si stava sbiadendo, porta anche Nathan e Simon. Qui Nathan inizia a criticare i lavori di Vince e quest'ultimo, per ripicca, tatua un cuore che manda verso il corpo di Nathan. Anche Vince ha un potere: quello di influenzare le persone tramite i soggetti dei suoi tatuaggi. Il che fa sì che Nathan si innamori alla follia di Simon. Dopo aver scoperto cosa c'era dietro quella passione, Kelly e i suoi amici tornano al negozio di tatuaggi di Vince. Qui Vince tatua un coltello al petto di Curtis, che si sente come se fosse pugnalato, mentre Simon si sente soffocare tramite un filo spinato tatuato sul suo collo. Alla fine, è Alisha che scopre il suo punto debole: Vince è infatti allergico alle arachidi e, in un attimo di distrazione, fa esplodere un pacchetto di noccioline in faccia al tatuatore. Una di esse finisce in bocca provocandogli una reazione allergica violentissima e di conseguenza liberando gli altri dai suoi tatuaggi.
- Ollie, interpretato da Joshua McGuire.

Attivista finito ai servizi sociali dopo aver commesso atti vandalici in una centrale a carbone, anche Ollie ha un potere ed è quello del teletrasporto. Può trasportarsi a distanze anche lunghe in un attimo. Ollie però ha vita breve: appare solamente nel quarto episodio, venendo ucciso all'istante da Tim, l'"Uomo-Videogioco". Ollie è però un donatore d'organi, e il suo cuore verrà usato per salvare la vita di Nikki, una ragazza della quale Curtis poi si innamora.
- Tim, interpretato da Matt Cross.

Tim è un uomo che ha la facoltà di vivere in prima persona dei videogames, dovuto al fatto che quando il temporale lo ha colpito, lui era immerso nel suo videogioco preferito, Hallucinations (ispirato alla saga di Grand Theft Auto). Nel suo mondo, è il protagonista del gioco, si fa chiamare Jimmy Cisco e la sua ragazza e il suo boss Conti lo hanno tradito nel giorno delle sue nozze, quindi medita vendetta. Gira a bordo di una Ferrari Testarossa e ammazza gente per accumulare punti. Quando vede il gruppo di Misfits, è convinto di vedere la banda di Conti e fa fuori uno di loro, ovvero Ollie. Successivamente rapisce Kelly, che egli vede come Roxxy la donna che aveva sposato e che lo ha tradito.
Simon e gli altri riusciranno poi a liberare Kelly, complice anche l'aiuto di Nikki e del suo nuovo cuore avuto dal defunto Ollie e la presenza del Tizio col Cappuccio. Tim sparerà al Tizio col Cappuccio, che si rivelerà essere un Simon venuto dal futuro per proteggere Alisha. Tim sparisce poi per andare nella prigione locale a liberare un altro criminale. Ritornerà nella quinta stagione, ormai guarito, membro del Programma di Recupero.
- Jessica, interpretata da Zawe Ashton.

Jessica coordina una maratona a favore della lotta contro il cancro dopo che sua madre era morta di tale malattia. Nathan vede però che la ragazza inizia a manifestare comportamenti e natura violenta che culmina col suo "assassinio" in un bagno. Successivamente, la ragazza inizia ad interessarsi a Simon. Nathan e gli altri sono preoccupati perché pensano che la ragazza possa ucciderlo, non sapendo però che il responsabile degli omicidi è in realtà il padre Dave, che ha un atteggiamento iperprotettivo nei confronti della figlia.
- Bruno, interpretato da Richard Riddell.

Un aitante ragazzo biondo che Kelly conosce un giorno e di cui si innamora perdutamente, specie perché ha un'elevata carica sessuale, ma lo respinge dopo che il ragazzo diventa troppo rude e focoso al secondo incontro. Una sera, ad una festa in maschera, Bruno si presenta a Kelly mascherato da gorilla con l'intenzione di scusarsi, dicendole che non le farebbe mai del male. Ma la polizia per qualche strana ragione lo cerca e Bruno è costretto a fuggire con Kelly sulle spalle. Non appena sono su un ponte, la polizia fa fuoco e colpisce Bruno. Kelly gli sfila la maschera da gorilla per farlo respirare, avendo un'inaspettata sorpresa: sotto la maschera da gorilla si nasconde infatti un gorilla vero. Bruno infatti era un gorilla che però aveva desiderato di essere un uomo, desiderio realizzato con la tempesta, cosa che Kelly scopre leggendogli il pensiero.
- Dave, interpretato da Adrian Rawlins.

Il padre vedovo di Jessica, ha un atteggiamento iperprotettivo nei confronti della figlia al punto da uccidere chiunque provi ad uscire con lei. Ha una forza sovrumana dovuta alla tempesta. La sua prossima vittima è Simon e lo segue mentre è con la figlia ad una festa in maschera. Purtroppo per lui, invece di Simon, ucciderà solo un ragazzo con un costume simile. Quando lo troverà, vedrà che ha già consumato l'atto sessuale con sua figlia facendole perdere la verginità e sta per ucciderlo venendo però fermato da Alisha che lo colpisce alla testa con un estintore.
- Brian, interpretato da Jordan Metcalfe.

Brian conduceva una vita noiosa e demotivata da perfetto "Signor Nessuno", lavorando in un piccolo bar e venendo continuamente snobbato anche dalla ragazza che gli piaceva. Con la tempesta acquisisce il potere di manipolare il latte e i suoi derivati, divenendo presto una celebrità. Grazie a lui, anche Nathan e i suoi amici si fanno avanti divenendo anch'essi famosi. Ma la cosa non va giù a Brian, che li vede come un ostacolo alla tanto agognata fama e decide di eliminarli uno per uno usando anche il suo potere di manipolare il lattosio nel corpo della gente (Nathan viene ridotto in stato vegetativo perché Brian aveva annodato della mozzarella nella sua corteccia cerebrale e Kelly viene fatta soffocare con del latte). Prova anche ad uccidere Curtis, ma non ci riesce in quanto quest'ultimo è intollerante al lattosio. Cerca di pugnalarlo, ma invece pugnala Simon che, invisibile, si era frapposto tra Brian e Curtis. Simon in punto di morte chiede a Curtis di tornare indietro nel tempo a quando Brian aveva appena scoperto il suo potere. Curtis esegue e, tornato indietro nel tempo, si precipita con i suoi amici a casa di Brian assestandogli un sonoro gancio sulla faccia.
- Daisy, interpretato da Natalie Klamer.

Daisy appare nel sesto episodio, quando grazie a Brian le persone con poteri si fanno avanti e diventano famose. Il suo potere è la taumaturgia e infatti viene vista come una santa per aver guarito varie persone. Questo fa sì che Brian si ingelosisca e la uccida paralizzandole gli arti con il lattosio e facendo sì che il suo corpo venga infilzato da una statuetta che le avevano dato come premio per i suoi miracoli. Tuttavia, torna in vita quando Curtis fa tornare indietro il tempo ma di lei non si saprà più nulla.
- Elliot, interpretato da Edward Hogg.

Un sacerdote che, grazie ai poteri acquistati da Seth, si è autoproclamato l'incarnazione di Gesù. Inizialmente mosso da amore verso il prossimo, lascerà poi che l'avidità muova i suoi fili chiedendo soldi per opere apparentemente di bene ma in realtà per arricchirsi lui stesso. Viene fermato da Nathan e dai suoi amici quando questi, prendendo un armadietto pieno di soldi, fanno per portarlo via. Elliot allora usa la telecinesi per riavere il suo armadietto. I Misfits lo mollano ed Elliot muore per l'impatto con il pesante armadietto di metallo. 
- Marnie, interpretata da Gwyneth Keyworth.

La ragazza di Nathan. Si innamora di lui e avrà anche un figlio che chiameranno Nathan Jr.

### Stagione tre
- Shaun, interpretato da Craig Parkinson.

Shaun è l'assistente sociale che prende il posto di Tony e Sally nella seconda stagione. Odia in modo viscerale i Misfits, considerandoli dei poco di buono e farebbe di tutto per toglierseli dai piedi. L'occasione arriva quando, nella seconda stagione, Brian apre la porta alle persone dotate di superpoteri. Shaun capisce che è l'occasione che aspettava e, prima di lasciare il Paese, vende i diritti dei ragazzi rendendoli famosi. 
Quando Curtis riporta indietro il tempo però Shaun è ancora in Inghilterra e si deve ancora occupare suo malgrado dei Misfits. 
Verrà ucciso da Kelly che ha assunto la personalità di Jen, una paziente in coma che ha usato Kelly come corpo ospite.
- Tanya, interpretata da Katie Moore.
- Charlie, interpretata da Nathalie Emmanuel.
- Emma, interpretata da Hannah Britland.
- Mark, interpretato da Jay Taylor.
- Peter, interpretato da Michael Marcus.
- Friedrich Hisch, interpretato da Fred Pearson.

Un ebreo che acquisisce da Seth il potere di manipolare il tempo per tornare indietro nel 1944 ed uccidere Adolf Hitler. Tuttavia, l'attentato fallisce ed è Hisch a morire per mano del Führer, che scopre una cosa curiosa: Hisch ha infatti un telefono cellulare e Hitler, dopo averlo ucciso, lo prende e lo fa analizzare ai suoi scienziati, facendo sì che i Nazisti vincano la Seconda Guerra Mondiale grazie alla loro tecnologia e controllino anche il Regno Unito. Chi riporterà le cose alla normalità sarà Kelly che, tornando indietro nel tempo, assesta una poderosa testata a Hitler, prendendolo a calci e rubandogli così il cellulare di Hisch.
- Captain Smith, interpretato da Glenn Speers.